# Paradoxa thomensis
Paradoxa thomensis é uma espécie de gastrópode  da família Buccinidae.
É endémica de São Tomé e Príncipe.